# Єнот (рід)
Єнот (Nyctereutes) — рід хижих ссавців із родини псові (Canidae). Рід описав Конрад Якоб Темінк 1839 року.
Єнот — один із найдавніших серед сучасних родів своєї родини (див. кладограму в Caninae). Це підтверджується як знахідками викопних (вимерлих) форм, так і доволі примітивною будовою черепа та особливостями зубних ознак. Всі скам'янілі види були виявлені в Афро-Євразії.
Про різні варіанти застосування назви «єнот» див. на сторінці Єноти.

## Види єнотів
Відомо один чи два сучасних і принаймні 9 вимерлих видів:
- Єнот уссурійський — Nyctereutes procyonoides (Монголія, Далекий Схід, Китай, Корея, Японія, В'єтнам; з середини 20 ст. розселений у багатьох країнах Європи, у тому числі й в Україні).
- Єнот японський — Nyctereutes viverrinus Японія.
- † Nyctereutes abdeslami 3,6—1,8 млн р. тому (Марокко)[4].
- † Nyctereutes donnezani 9,0—3,4 млн р. тому (Східна Європа, Іспанія).
- † Nyctereutes sinensis (єнот китайський) 3,6 млн — 781 000 років тому (Східна Азія)[5].
- † Nyctereutes lockwoodi (єнот Локвуда) — середньо-пліоценовий вид з Ефіопії.
- † Nyctereutes megamastoides — багато місць знаходжень у Європі, Кавказі, Центральній Азії; є припущення про те що N. megamastoides і N. sinensis це один, географічно мінливий вид.
- † ?Nyctereutes terblanchei жив у часи пліоцену й плейстоцену в Південній Африці; однак діагностика скам'янілості як Nyctereutes є сумнівною[6].
- † Nyctereutes tingi — Китай — це найбільш ранній викопний вид.
- † Nyctereutes vinetorum — Палестина.
- † Nyctereutes vulpinus із Європи.
- також було описано примітивний і сумнівний вид ?N. barryi з Танзанії.